# Tk (framework)
Originalmente, Tk é um toolkit gráfico, desenvolvido para a linguagem de programação Tcl.
Atualmente, Tk é utilizado como interface gráfica padrão por várias outras linguagens dinâmicas de programação. Tk permite o desenvolvimento de aplicativos com interface gráfica que rodam em diferentes plataformas, como Linux, Windows, Mac OS X, e muitas outras.